# وادي العشة
وادي العشة (بالعبرية: נחל יששכר) يقع في الجليل الأسفل الشرقي، ويشكل هذا الوادي بمعظم أجزائه الأراضي التي قامت عليها القرى الفلسطينية العربية المهجرة في المكان يُبلة – مُرصص – دنة – كفرة – جبول – زُبْعة - الحميدية - عرب البشاتوه - .
يبلغ طول الوادي الأصلي حوالي 21 كم والذي يبدأ جنوب شرق قرية طمرة الزعبية وينتهي  بالقرب من شارع 90 في منطقة الأغوار شمال مدينة بيسان وتحديدا قرب كسارة دوشان القريبة.

## أودية اضافية بالقرب من وادي العشة
يتواجد في المنطقة وادي الفجاس من الشمال، ووادي البيرة. على طول المسار هناك عدة ينابيع ماء، الأكثر شهرة هي عين يبلة القريبة من قرية يبلة المهجرة ومياه جارية تنشط على الغالب في فصل الشتاء.

## أودية أخرى ترفد بحيرة طبريا
ترفد بحيرة طبريا بالإضافة لوادي العشة (المُسلخة) كل من وادي عبدان، وادي الجاموسة، وادي العمود، وادي الريضية (ويعرف ايضًا بوادي التفاح ووادي سلامة)، ووادي الحمام.

## المحمية الطبيعية في وادي العشة
في تاريخ 13 تموز عام 2019، التهمت النيران نحو ثلثي المحمية الطبيعية في وادي العشة. ووفق أخبار من سلطة الطبيعة فإن الحريق الذي اندلع كان على نحو 10 آلاف دونم من الأراضي العشبية والزراعية.